# نجيب طلال
نجيب طلال هو كاتب وناقد مسرحي مغربي.

## سيرة ذاتية
ولد نجيب طلال في السابع من تشرين ثاني، نوفمبر 1957م في مدينة فاس المغربية، وحصل على دبلوم في الأدب العربي، وعلى دبلوم التربية العامة، وعلى الإجازة في الشريعة، وتخرج من جامعة سيدي محمد بن عبد الله في فاس عام 1976م. وهو عضو سابق في جمعية نجوم المسرح، وكاتب عام لجمعية الفتح المسرحية سنة 1981م، ورئيس جمعية روعة فاس للمسرح والموسيقي سنة 1983م، وكاتب عام لإتحاد المسرحي بفاس سنة 1985م، وكاتب عام للتضامن المسرحي سنة 1986م، وعضو مجلس الجامعة الوطنية لمسرح الهواة سنة 1987م، وعضو في رابطة المسرح الجزائري في عنابة سنة 1991م، ومؤسس الشبكة الوطنية للمسرح سنة 2002م.

## أعماله
صدر عنه العديد من الأعمال، من بينها:
- «حدثني ابن الأثير» (مجموعة قصصية حول المسرح)، منشورات الحوار الأكاديمي بالدار البيضاء عام 1990م، وعن مطبعة فضالة.[3]

- «ثريا جبران مسار إبداع»، تم النشر سنة 2001م عن منشورات دار المهراز بفاس.
- «با إدريس المبدع المشاكس»، تم النشر سنة 2002م عن منشورات دار المهراز بفاس.
- «من ثنايا ذاكرة الذاكرة» (مقاربة نقدية)، تم النشر سنة 2007م عن منشورات دار الوطن في الرباط.
- «مسرحية الوباء»، عن دار كتابات جديدة للنشر الإلكتروني: ط 1/ ديسمبر 2015م.
- «مسرحية هاي شوب»، عن دار كتابات جديدة للنشر الإلكتروني، ط 1/ ديسمبر 2015م.
- «مسرحية دلال»، عن دار كتابات جديدة للنشر الإلكتروني، ط 1/ ديسمبر 2015م.[4]

- «مسرحية الجصار»، عن دار كتابات جديدة للنشر الإلكتروني، ط 1/ فبراير 2016م.
- «مسرحية الشاهد»، عن دار كتابات جديدة للنشر الإلكتروني، ط 1/ فبراير 2016م.
- «في استحضار المسرحي محمد تيمد: مقاربة نقدية»، عن دار كتابات جديدة للنشر الإلكتروني، ط 1/ أبريل 2016م.
- «الشات» (مجموعة قصصية)، عن دار كتابات جديدة للنشر الإلكتروني، ط 1 أكتوبر 2016م.
- «مسرح المكفوفين» (دراسة) الجزء الأول، عن دار كتابات جديدة للنشر الإلكتروني، ط 1، يناير 2017م.
- «أنس ومفاكهة – طرائف عربية»، عن دار كتابات جديدة للنشر الإلكتروني، ط 1/ يوليو 2017م.
- «مسرحية حبل الرحيل»، عن دار كتابات جديدة للنشر الإلكتروني، ط 1/ ديسمبر 2017م.